# Burberry

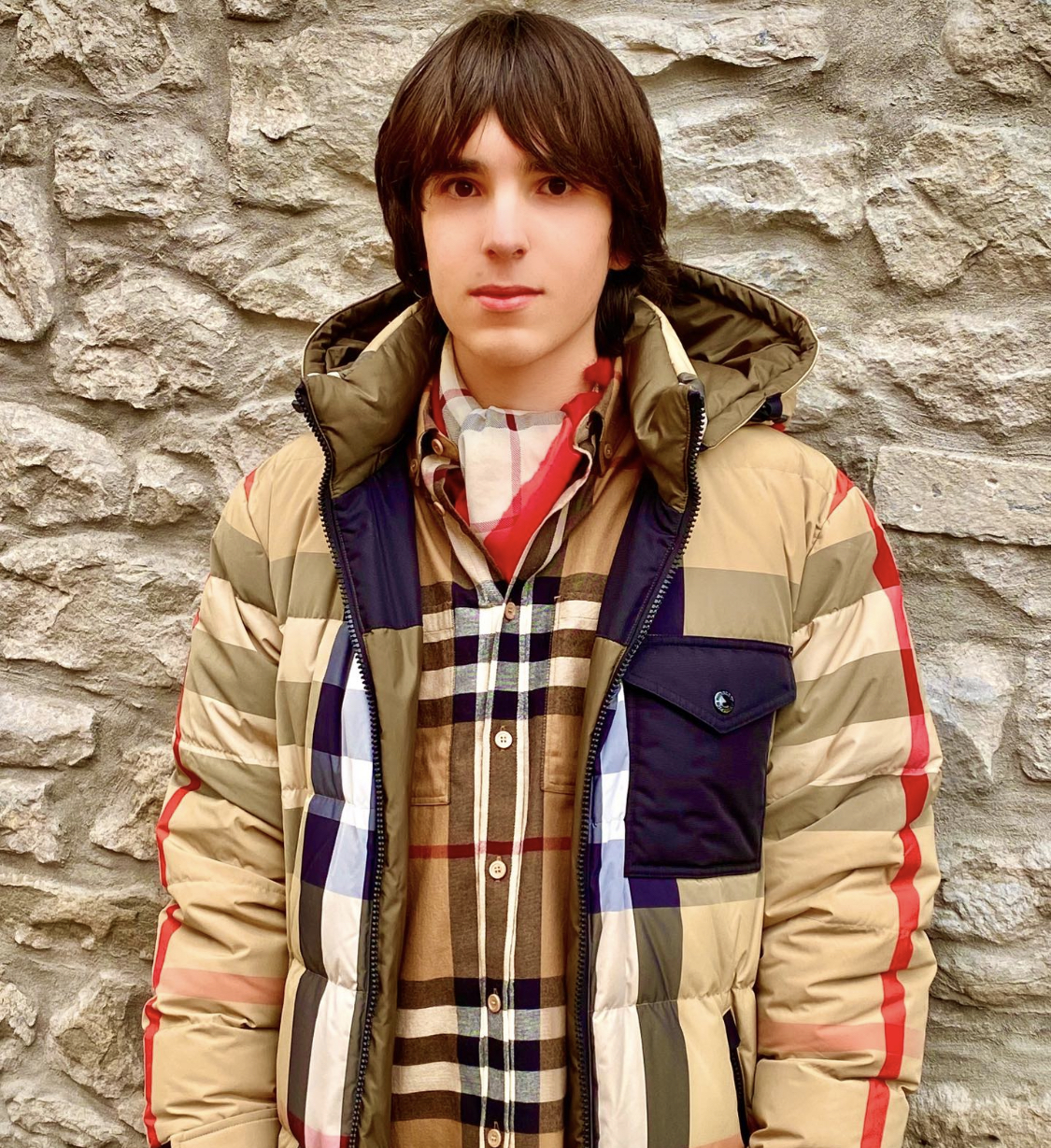
Tipiche stampe tartan di Burberry.

Burberry è una casa di moda di lusso britannica che realizza vestiti, accessori e cosmetici. Caratteristico è il motivo a tartan che è spesso presente sui suoi prodotti e che è divenuto il suo simbolo più riconosciuto e imitato.
Il nome iniziale del marchio era esattamente "Burberry's" o "Burberrys", poi destinato a cambiare dal 2000 in "Burberry of London". Tale scelta venne effettuata quando la casa produttrice, ormai conosciuta in tutto il mondo, volle identificare i capi prodotti esattamente nelle sedi di Londra da quelli prodotti, al contrario, in altre sedi. Entrambi i marchi dimostrano comunque autenticità.
L'azienda possiede negozi propri e in franchising in tutto il mondo, ma vende anche attraverso concessioni in negozi terzi. Sia Elisabetta II che il Principe Carlo hanno concesso all'azienda la Royal Warrant.

## Storia

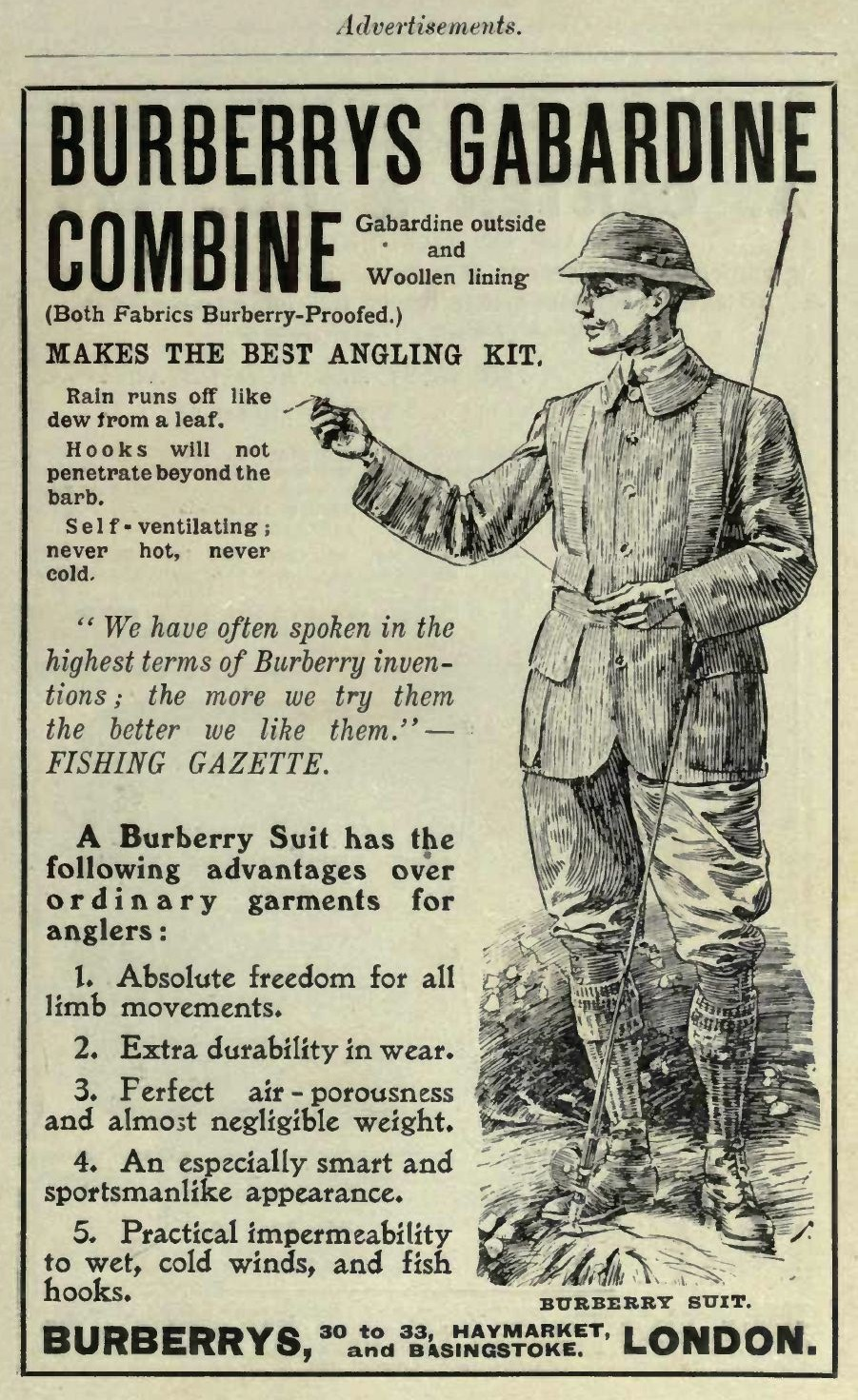
Pubblicità di Burberry nel 1908

### XIX secolo
Burberry venne fondata nel 1856 quando, l'allora ventunenne, Thomas Burberry, apprendista di un importante sarto, aprì il suo primo negozio a Basingstoke, nell'Hampshire in Inghilterra. Nel 1870 si specializza in prodotti raffinati e di gusto e apre nello stesso anno il suo primo emporio. Nel 1880 aggiunge ai prodotti il gabardine, un materiale di fibre miste con cui si realizzano cappotti e abiti pesanti. Nel 1891, la Thomas Burberry & Sons apre il primo shop a Londra, nell'Haymarket. L'edificio è ancora di proprietà Burberry; fino a poco tempo fa ospitava la direzione generale, poi spostata in "Horseferry House" a Westminster, dietro il Parlamento Britannico.
Inizialmente il nome (ripreso poi tutt'oggi) era Burberry, ma dopo che nei clienti si diffuse la consuetudine di riferirsi al marchio con l'espressione Burberrys of London, la società cambiò il nome in Burberrys.
Nel 1895 Burberry diventa produttore delle divise delle forze armate britanniche, durante la Seconda guerra boera, modificando lo stile del proprio cappotto.

### XX secolo

Burberry a quadri

Proprio nel 1901 compare il logo del Cavaliere Equestre, accompagnato dalla scritta latina "Prorsum" ("avanti"). Viene registrato come marchio nel 1909.  Nel 1911 Burberry equipaggia il capitano Roald Amundsen per la spedizione al Polo Sud; sarà il primo uomo a portare a termine l'impresa. Equipaggia poi Ernest Shackleton, che nel 1914 condusse una spedizione nell'Antartide. Una giacca di gabardine Burberry venne indossata da George Mallory nel suo tentativo di scalare il Monte Everest nel 1924.
Su commissione della Corona, l'azienda adatta pantaloni e cappotti al combattimento. Nascono così alcuni dei suoi modelli come il "trench coat" durante la prima guerra mondiale: il "trench" era indossato dagli ufficiali britannici nelle trincee.  Dopo la guerra, divenne popolare tra i civili.
Nel 1920 compare per la prima volta il Burberry Check, il disegno scozzese che da allora contraddistingue molti prodotti. 
Divenuta popolare nel secondo dopoguerra grazie al famoso trench indossato da Humphrey Bogart nel film Casablanca, Burberry viene acquistata nel 1955 dalla Great Universal Stores (poi GUS plc), azienda proprietaria dei negozi londinesi Argos e Homebase; il cambio di proprietà però determina l'inizio di un lento declino.

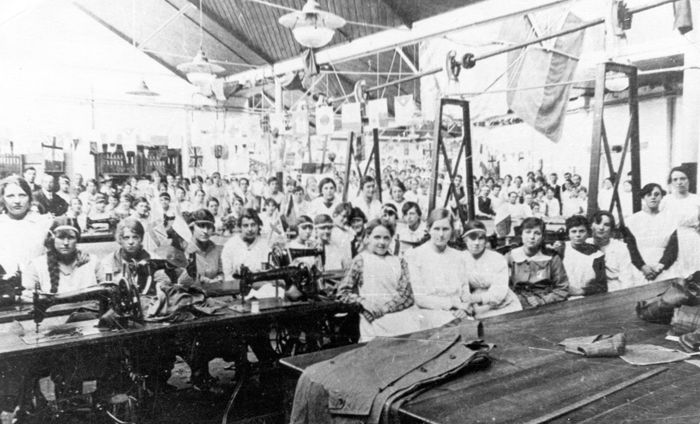
Uno stabilimento Burberry a Basingstoke che produce trench coats, 1918

### XXI secolo
Solo nel 2000, sotto la guida dell'americana Rose Marie Bravo,, l'azienda viene ristrutturata e rilanciata grazie alla testimonial Kate Moss e alla creatività del giovane stilista Christopher Bailey (ex Gucci). Il rinnovato successo e le vendite sono favorite anche dal lancio di una linea di profumi che aprirà nuovi settori di mercato. Negli Stati Uniti le vendite addirittura raddoppiano, da 470 milioni a 1 miliardo di dollari, tanto che Rose Marie Bravo viene inserita dal Wall Street Journal nella principale hall of fame del 2004 e dalla rivista Fortune al tredicesimo posto negli elenchi 2004 e 2005 delle 50 donne più potenti negli affari fuori dagli Usa.

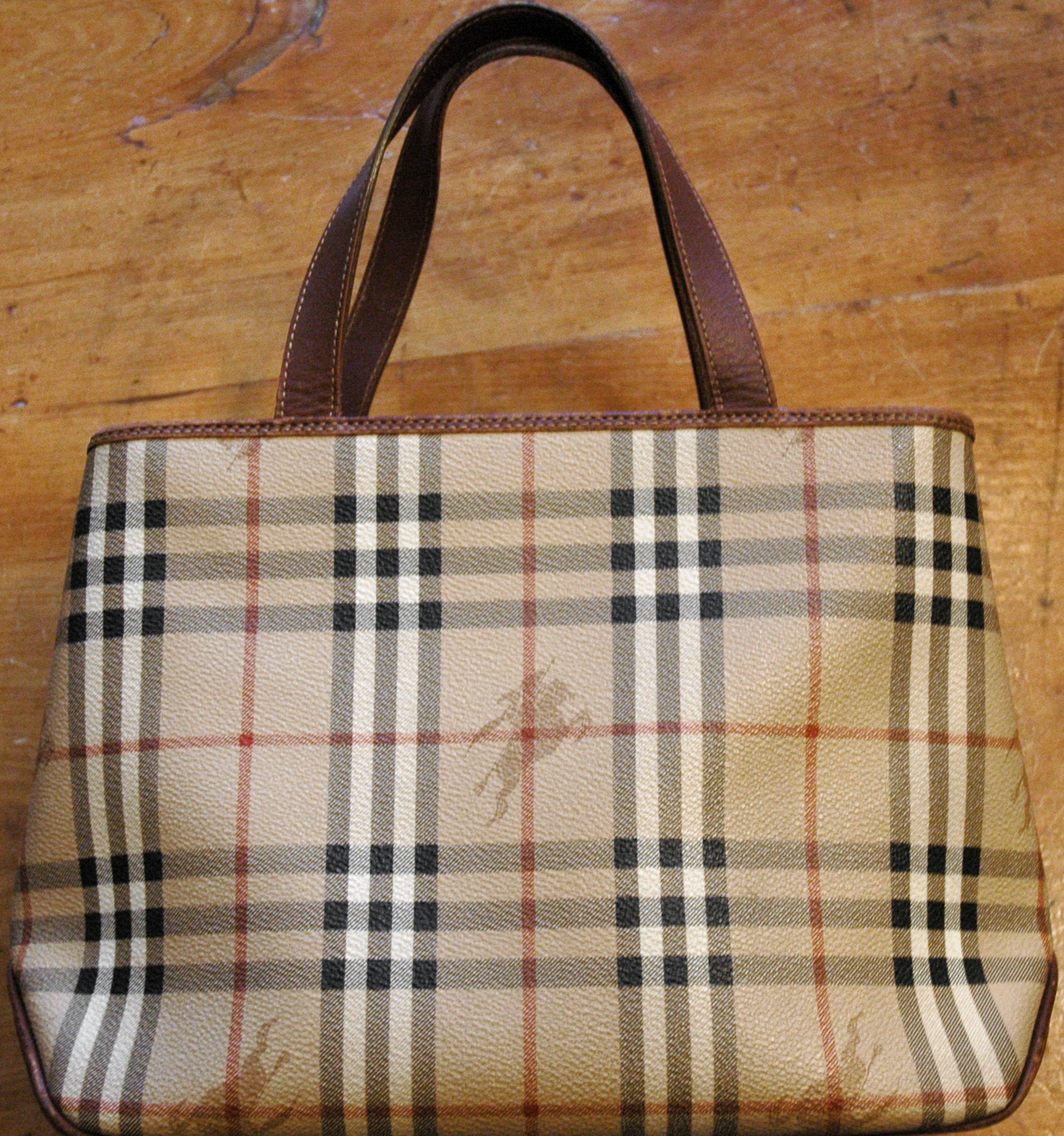
Borsa da donna Burberry con il motivo tipico della casa

Nel dicembre 2005 Burberry Group plc è quotato alla Borsa di Londra, nel luglio 2006 Rose Marie Bravo lascia l'incarico ad un'altra americana, Angela Ahrendts (ex Liz Claiborne) che cerca di ridurre le perdite causate dalla contraffazione. Nel 2009 Christopher Bailey è nominato direttore creativo (chief creative officer), nel 2012 la Ahrendts risulta il manager più pagato del Regno Unito con 14,9 milioni di sterline: posizione per la prima volta raggiunta da una donna. Lascia l'incarico nell'ottobre 2013 con le vendite dell'azienda salite oltre i 2 miliardi di sterline. Nell'aprile 2014 è sostituita nell'incarico da Bailey.
Nel luglio 2017 Marco Gobbetti è il nuovo Amministratore delegato dell'azienda; a lui il compito di portarla in una fascia più alta di mercato. Christopher Bailey, da 17 anni in azienda, rimane come direttore creativo. Lascerà pochi mesi più tardi.
Dal 12 marzo 2018 nuovo direttore creativo è il designer italiano Riccardo Tisci che lascia dopo 12 anni la maison francese Givenchy. Nel maggio 2018 l'azienda acquisisce a Scandicci la Pelletteria CF&P di Carmen Paroni. In luglio Burberry, per difendere il marchio, manda al macero prodotti invenduti per oltre 30 milioni di euro. Sempre nel luglio 2018 cambio alla presidenza dell'azienda: lascia dopo 12 anni sir John Peace, al suo posto è nominato Gerry Murphy, presidente di Tate&Lyle e del braccio europeo di Blackstone.
Nel settembre 2022, dopo quasi 5 anni in azienda, Riccardo Tisci lascia Burberry. Nello stesso mese viene annunciato come nuovo direttore creativo Daniel Lee.
Una ricerca del partito socialdemocratico al Parlamento europeo, della Sheffield Hallam University e di altri gruppi ha accusato Burberry nel 2023 di utilizzare campi di lavoro forzato uiguri forniti dalla Sunrise Manufacture Group Co. per la produzione di abbigliamento.
Nel luglio 2024, la società ha annunciato un profit warning e la partenza del suo amministratore delegato Jonathan Akeroyd, sostituito da Joshua Schulman.  L'azienda ha anche registrato un calo significativo delle vendite in tutti i suoi mercati nel primo trimestre, con vendite nei negozi in calo del 23% nelle Americhe e nell'Asia Pacifico e del 16% in Europa, Medio Oriente, India e Africa. Le azioni della società sono scese del 15% dopo l'annuncio e l'azienda ha sospeso i pagamenti dei dividendi. Burberry ha anche rivelato i piani per tagli di posti di lavoro, principalmente nel suo ufficio aziendale nel Regno Unito.

## Marchi
Fino a poco tempo fa si distinguevano cinque brand di Burberry, ovvero cinque collezioni diverse con marchi a sé stanti:
- Burberry: conosciuta per il classico stile tartan. È possibile trovare questa serie con due distinte etichette: Burberrys of London e Burberry; quest'ultima denominazione appartiene ai capi prodotti a partire dal 1999, in quanto in quella data l'azienda ha deciso di cambiare la propria denominazione da Burberrys of London ad un più internazionale Burberry. Sotto questo marchio rientrano la maggior parte dei prodotti conosciuti.
- Burberry Prorsum: creata dallo stilista Christopher Bailey, che ha un tocco meno classico, più glamour; è la collezione che sfila sulla passerelle interpretata dalle più celebri supermodelle e che cambia ogni anno, non continuativa come invece l'altra (anche se a volte il motivo tartan si ritrova anche nella collezione Prorsum). Ad esempio il must del Trench Burberry è stato proposto anche nella collezione Prorsum ma rivisitato, da semplice è diventato borchiato.
- Burberry Black Label: sviluppata in esclusiva per il Giappone dove il marchio ha un grande successo. Il tartan è quasi del tutto assente in favore di colori bigi, fumosi e spenti o, più raramente, tinte pastello molto dolci; occasionalmente fanno capolino anche capi e dettagli in denim. Inizialmente la collezione era esclusivamente maschile, ma la campagna pubblicitaria invitava anche il pubblico femminile a vestirsi con questi capi dato il loro taglio particolarmente e volontariamente androgino; successivamente è stata introdotta anche la collezione femminile, con le stesse caratteristiche di sobrietà di taglio e colore di quella maschile.
- Burberry Sport: linea con uno stile più giovanile e sportivo.
- Thomas Burberry: linea che riprende lo stile originale e si rinnova in collezioni private e d'alto livello.

Attualmente non esiste più questa suddivisione bensì esiste un'unica etichetta.

## Loghi

1901–2018: Cavaliere equestre
1999–2018
2018–2023
2018–2023
dal 2023
dal 2023 (colorato)
dal 2023